# Lisandro Moreno Parra
Lisandro Moreno Parra (1905 – 1954) fue un pintor y escultor colombiano, nacido en la ciudad de Bogotá, creador de la mayoría de las piezas de la colección de representaciones ceroplásticas de enfermedades de la piel del Museo de Historia de la Medicina de la Universidad Nacional de Colombia. Es considerado pionero y máximo exponente de la ceroplástica en Colombia.

## Biografía
Lisandro Moreno fue una persona de origen humilde. Su padre, siguiendo la tradición de la época, quiso enseñarle a temprana edad todo lo concerniente a su profesión como carpintero. Sin embargo, estando Lisandro Moreno como aprendiz en un aserradero, este perdió una falange como causa de un accidente, razón por la cual abandona el oficio.
Estudió hasta segundo grado de primaria y no tuvo, para ese momento, ningún maestro de escultura, pintura y mucho menos de ceroplástica (disciplina que, aún en la actualidad, no ha sido desarrollada en Colombia).
Desde muy joven entró a trabajar en la Escuela de Bellas Artes de Bogotá, donde comenzó cargando los caballetes de los estudiantes. Su oportunidad para desarrollarse como artista surgió cuando, en un viaje a París, el director del Hospital de la Universidad Nacional de Colombia, el doctor Cavalier, conoce la técnica de ceroplástica y regresa a Colombia buscando desarrollarla. Allí, se entera de que en la escuela de Bellas Artes de Bogotá hay un joven muy pobre con un talento prodigioso para elaborar imágenes de Cristo de gran tamaño. Fue así, como siendo aún un niño, con el permiso previo de su madre, el joven Lisandro Moreno fue contratado en el Hospital de la Hortua; donde con el apoyo de los médicos, comenzó a elaborar sus obras relacionadas con embriología, histología y dermatología. Siendo estas últimas con las que alcanzó mayor renombre a través de los años.
Lisandro Moreno trabajaba sobre los cuerpos enfermos de los pacientes, realizando moldes en yeso, así como también sobre cadáveres. En el desarrollo de su profesión fue autodidacta, ya que inicialmente solo contó con un catálogo que le entregó el doctor Cavalier, el director del Hospital de la Universidad Nacional de Colombia. Con el tiempo fue desarrollando la técnica a través de los diferentes ensayos, por los cuales en un inicio le pagaban 5 pesos.
El maestro Lisandro Moreno Parra fue contratado en 1933 por la Facultad de Medicina de la Universidad Nacional de Colombia. Ocupó el cargo de artista encargado y comenzó con un sueldo mensual de 40 pesos y 3 pesos adicionales por cada molde presentado con el visto bueno del profesor respectivo. Durante los años siguientes, el valor adicional por molde aumentó a 5 pesos en 1934 y a 6 pesos en 1935.
Inspirado en los catálogos que siguió recibiendo desde París, realizó obras de personas famosas de la época, como el torero Manolete, la actriz Libertad Lamarque, y un personaje muy pintoresco de la Bogotá de entonces, Margarita Villaquirá, conocida como la Loca Margarita.
Sus obras fueron exhibidas por toda Latinoamérica, y estando en Venezuela, el gobierno ofreció comprar algunas de ellas, en especial la Cámara Mortuoria del Libertador. Lisandro Moreno no aceptó, argumentando que estas obras pertenecían a Colombia. Sin embargo, este enfermó de pancreatitis y se vio obligado a dejar estas en la ciudad de Maracaibo.
Murió a la edad de 49 años, presumiblemente como consecuencia de su contacto continuo, y sin protección personal, con las personas con diversas enfermedades con las cuales desarrollaba sus obras.

## Obra
Utilizó una técnica artesanal muy compleja, que no obstante ha permitido a los restauradores identificar los extractos y los elementos con los cuales están elaboradas las 325 piezas que se encuentran en proceso de restauración en el Claustro de San Agustín de la ciudad de Bogotá.
Además de las más de 1000 piezas en cera que alguna vez se exhibieron en el Museo de representaciones plásticas de la Universidad Nacional de Colombia, también se destacan entre sus obras maestras la Máscara Mortuoria del Libertador y el rostro de Jorge Eliécer Gaitán.
Por las características de su obra, Lisandro Moreno Parra es actualmente comparado con los artistas de cera de Europa.

## Colección Ceroplástica Dermatológica
La colección de ceroplástica dermatológica de la Universidad Nacional de Colombia es uno de los principales componentes patrimoniales de dicha institución. Más allá de los beneficios en la práctica clínica que esta pudo haber aportado, se resalta su valor histórico, cultural y artístico.
Las piezas de la colección ceroplástica dermatológica son una representación de las patologías más relevantes desde el punto de vista científico, social y epidemiológico del territorio colombiano. En estas se representa, de forma realista, las principales enfermedades de la época, como por ejemplo úlceras tuberculosas, lepra lepromatosa, carcinoma de pie, sarcoptosis, niguas, eritema reumatismal, entre otras.
Las piezas están hechas a escala natural, cuando en la misma época, en el resto del mundo, se hacían al 75%. La técnica de elaboración no es del todo conocida. Sin embargo, se sabe que se construía un molde en yeso directamente sobre el paciente, y con base en él, se hacía la pieza en escala tal que era pintada luego a mano por el artista. Las ceras representan con gran realismo diversas patologías dermatológicas, pues su función era entrenar a los futuros médicos en el reconocimiento de estas enfermedades.
Esta colección es única en Colombia y en Latinoamérica y actualmente se encuentra en el Claustro de San Agustín de la Universidad Nacional de Colombia.

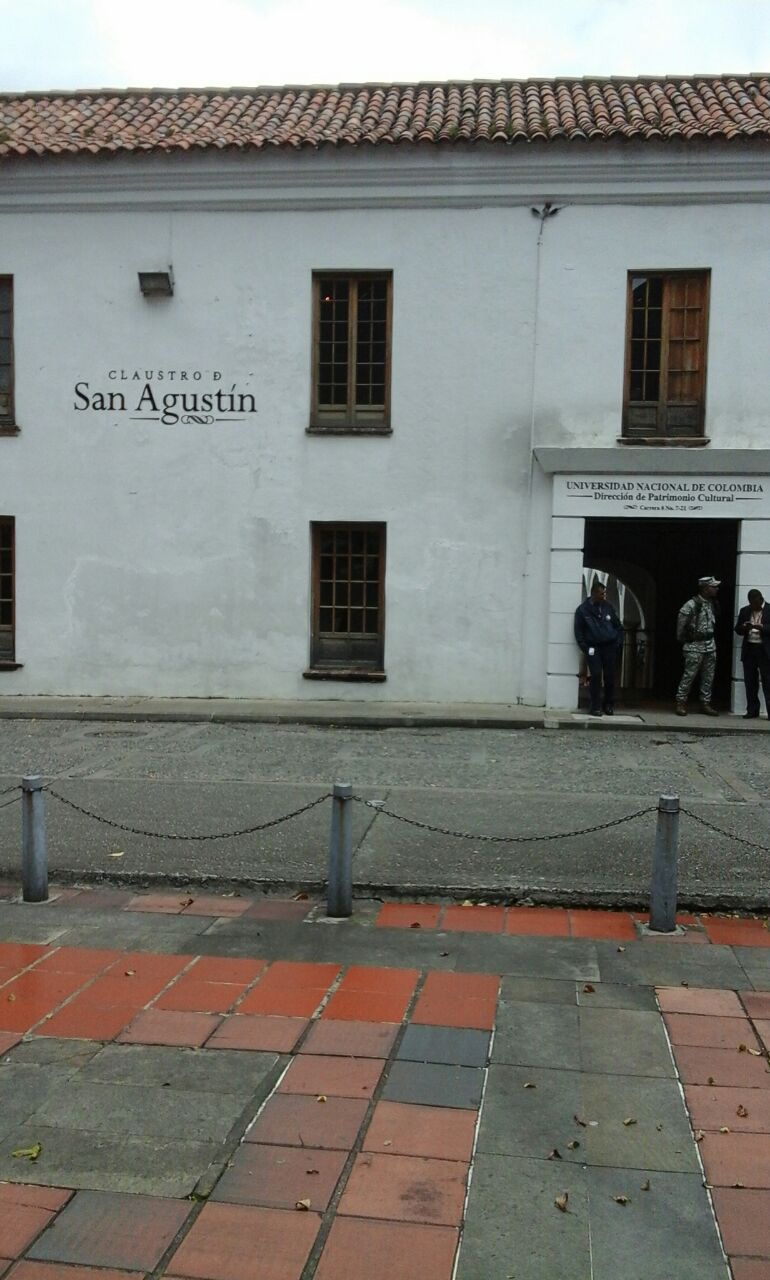
Fachada Claustro de San Agustín

Esta colección nació por iniciativa del doctor Manuel José Silva, dermatólogo especializado y director de la clínica dermatológica de la Universidad. Este tuvo el interés de crear en la Facultad de Medicina de la Universidad Nacional de Colombia, la primera colección de ceroplástica en el país y toda Latinoamérica. El 13 de agosto de 1933, nace el proyecto del Museo de Reproducciones Plásticas con el trabajo conjunto de los escultores Lisandro Moreno Parra y G. Restrepo. Allí comenzó a trabajar como artista encargado del museo y a esculpir más de 1000 piezas en cera, de las cuales se conservan 325.
Inicialmente, estas piezas estuvieron exhibidas en vitrinas de madera cerca de la clínica dermatológica, que funcionaba en uno de los pabellones del Hospital San Juan de Dios, hasta que el desarrollo de nuevos métodos de ilustración hizo que entraran en desuso.
En 1995, a raíz del cierre del Hospital San Juan de Dios, la colección fue trasladada al Museo de Historia de la Medicina, dentro del campus universitario. Este museo, que estuvo conformado por seis colecciones, se constituye como testimonio de los aportes de la Facultad de Medicina para la evolución de las prácticas médicas en el país. El 7 de diciembre de 2006, la Facultad de Medicina y el Centro de historia de la medicina realizaron una invitación al cierre de la exposición temporal Memoria viva del Hospital San Juan de Dios, como homenaje al maestro Lisandro Moreno Parra.
En 2007 se trasladaron los fondos de esa institución –incluidas las ceras– al Claustro de San Agustín, sede de la Dirección de Museos y Patrimonio Cultural de la Universidad Nacional de Colombia, donde hoy en día se pueden apreciar.
En la actualidad, la Facultad de Derecho de la Universidad Nacional de Colombia asumió el compromiso de proyectar académica, museológica y socialmente la Colección Museográfica del Museo de Ciencias Forenses, con el fin de que la colección de Ceroplástica Dermatológica sea declarada bien de Interés Cultural.